# Yverdon-Sport Football Club
Maillots
Le Yverdon Sport FC (abrégé YS et prononcé « IS ») est le club de football professionnel de la ville d'Yverdon-les-Bains en Suisse.

## Histoire

Ancien logo.

Le club a été fondé en 1948, par la fusion du FC Yverdon (fondé en 1897), (assemblée du 20 juillet 1948) du FC Concordia (assemblée du 14 juillet 1948) et du White Star (assemblée du 14 juillet 1948) sur la base d'un projet de fusion élaboré par le Comité d'étude et les délégués autorisés des clubs le samedi 10 juillet 1948.
En décembre 1996, Lucien Favre arrive à Yverdon Sport, alors mal classé en Ligue Nationale B. Sous son égide, Yverdon Sport réussit à atteindre le maintien et s’améliore au fil des années[source secondaire souhaitée]. La saison 1998-1999 reste une saison dont les supporters gardent en bon souvenir : Yverdon Sport se qualifie de justesse pour les playoffs en LNA. Ils créeront ensuite la surprise en accédant à la LNA aux dépens d'équipes beaucoup plus connues comme les Young Boys Berne et le FC Sion.
Le club atteint la LNA pour la troisième fois au terme de la saison 2004-2005[source secondaire souhaitée]. Il avait déjà atteint cette catégorie de jeu en 1993 et 1999[source secondaire souhaitée]. Le club est ensuite relégué en Challenge League à la fin de la saison 2005-2006 où il finit dernier du classement[source secondaire souhaitée].
En 2017, le club évolue en Promotion League (troisième division), après de nombreuses années passées en Challenge League (deuxième division) ainsi que quelques passages en Super League (première division).
À l'issue de la saison de 1re Ligue 2016-2017, Yverdon Sport termine à la première place de son groupe ce qui lui donne accès aux finales de promotion[source secondaire souhaitée]. Le club remporte 3 des 4 rencontres de finales[source secondaire souhaitée], il est donc promu en Promotion League (troisième division).
Après une saison annulée en raison de la pandémie alors que le club était en bonne position pour obtenir la promotion, Yverdon Sport retrouve le Challenge League (deuxième division) lors de la saison 2021-2022. Pour son retour en deuxième division le club termine 8e et se maintient.
Lors de la saison 2022-2023, le club occupe les 3 premières place du championnat dès la 1re journée avant de descendre au 4e rang lors de la 8e journée se retrouvant même à la 7e place lors de la 10e journée. Lors de la 14e journée après une victoire 4-0 contre le FC Lausanne-Sport, le club retrouvent le top 2 qui ne quitteront plus à partir de la 19e journée. Grâce au match nul 1-1 contre le FC Aarau lors de la 35e journée, il retrouvent l'élite du football suisse pour la première fois depuis 17 ans et pour la 4e fois de leur histoire,. Lors de la dernière journée Yverdon remporte le championnat après leur victoire 2-0 contre le FC Wil, le deuxième de leur histoire.
Le 29 juin 2023, Jamie Welch devient l'actionnaire majoritaire du club et Jeffrey Saunders devient président. Il succède à Mario di Pietrantonio qui présidait le club depuis neuf ans qui reste cependant membre du conseil d'administration. Le 17 juillet, la Ligue suisse approuve le changement de propriétaire et le 21 juillet, Jeffrey Saunders est élu président lors de l'assemblée générale du club.
Le 30 octobre 2023, alors qu'Yverdon occupe la 8e place du classement après 12 journées, Marco Schällibaum est licencié de son poste d'entraineur en dépit de résultats bien supérieurs aux attentes. Le lendemain, Alessandro Mangiarratti lui succède sur le banc : « ce changement s'inscrit dans un processus de développement du club sur le long terme et plus spécifiquement dans une nouvelle philosophie que les nouveaux propriétaires souhaitent apporter à Yverdon Sport ».
Yverdon termine la saison 2023/2024 à la neuvième place et se maintient en première division pour la seconde fois de son histoire.
Le 17 décembre 2024, à la suite d'une défaite à domicile contre Sion juste avant la trêve hivernale, Yverdon alors 10ème de Super League se sépare de son entraineur Alessandro Mangiarratti. La direction invoque la nécessité d'insuffler un nouvel élan au club à la suite des derniers résultats (seulement 2 points inscrits et 2 buts marqués lors des 7 dernières rencontres).

### Rivalités
Le club nourrit dans l'ensemble de saines rivalités avec les principaux clubs du canton de Vaud : Lausanne-Sports, le Stade Lausanne Ouchy et le Stade nyonnais.
Il existe également une rivalité un peu plus marquée avec Neuchâtel Xamax, rivalité qui débouche sur les "derbys du Lac de Neuchâtel".
Au niveau local, Yverdon Sport a comme rivaux historiques le FC Orbe, le FC Baulmes et le FC Champvent et le FC Bavois.

### Palmarès
| Compétitions nationales |
| - Championnat de Suisse (0) : - Meilleure performance : 9e en 2024 - Championnat de Suisse D2 (2) : - Champion : 2005 et 2023 - Championnat de Suisse D3 (1) : - Champion : 2021 - Vice-champion : 2019 - Championnat de Suisse D4 (3) : - Champion : 1956, 1987, 2017. - Championnat de Suisse de la Ligue nationale B groupe ouest (3) : - Champion : 1989, 1991, 1993 - Championnat de Suisse LNB (1) : - Champion : 1995 - Coupe de Suisse (0) : - Finaliste : 2001. - Demi-finalistes : 2023 |

## Parcours
| - 1953 - 1955 : Ligue nationale B (2e division) - 1955 - 1956 : 1re ligue (3e division) - 1956 - 1962 : Ligue nationale B (2e division) - 1962 - 1984 : 1re ligue (3e division) - 1984 - 1985 : Ligue nationale B (2e division) - 1985 - 1987 : 1re ligue (3e division) - 1987 - 1993 : Ligue nationale B (2e division) - 1993 - 1994 : Super League (1re division) - 1994 - 1999 : Ligue nationale B (2e division) - 1999 - 2001 : Super League (1re division) - 2001 - 2005 : Ligue nationale B / Challenge League (2e division) - 2005 - 2006 : Super League (1re division) - 2006 - 2011 : Challenge League (2e division) - 2011 - 2013 : 1re ligue / 1re ligue Promotion (3e division) - 2013 - 2017 : 1re ligue (4e division) - 2017 - 2021 : Promotion League (3e division) - 2021 - 2023 : Challenge League (2e division) - Depuis 2023 : Super League (1re division) |

### Bilan saison par saison
| Saison    | Champ               | Cl     | Pts | J  | G  | N  | P  | Bp | Bc | Diff | Coupe de Suisse | Coupe d'Europe | Autres compétitions | M. buteur              | B  | Entraîneur                                | Aff       |
|           |                     |        |     |    |    |    |    |    |    |      |                 |                |                     |                        |    |                                           |           |
| --------- | ------------------- | ------ | --- | -- | -- | -- | -- | -- | -- | ---- | --------------- | -------------- | ------------------- | ---------------------- | -- | ----------------------------------------- | --------- |
| 1994-95   | LNB                 | 1er    | 52  | 28 | 15 | 7  | 6  | 63 | 33 | 30   | 16e de finale   | -              |                     | Alexandre Comisetti    | 15 | Michel Decastel                           |           |
| 1995-96   | LNB                 | 1er    | 51  | 36 | 14 | 9  | 13 | 57 | 45 | 12   | 32e de finale   | -              |                     | Pascal Bezzola         | 12 | Claude Ryf                                |           |
| 1996-97   | LNB                 | 8e     | 51  | 36 | 13 | 12 | 11 | 51 | 47 | 4    | 8e de finale    | -              |                     | Edward Abayaleye       | 8  | Lucien Favre                              |           |
| 1997-98   | LNB                 | 5e     | 60  | 36 | 16 | 12 | 8  | 70 | 47 | 23   | 32e de finale   | -              |                     |                        |    | Lucien Favre                              |           |
| 1998-99   | LNB                 | 2e     | 58  | 36 | 17 | 7  | 12 | 55 | 45 | 10   | 8e de finale    | -              |                     |                        |    | Lucien Favre                              |           |
| 1999-2000 | LNA                 | 8e     | 37  | 36 | 9  | 10 | 17 | 44 | 60 | -16  | 16e de finale   | -              |                     |                        |    | Lucien Favre                              |           |
| 2000-01   | LNA                 | 12e    | 40  | 36 | 9  | 13 | 14 | 50 | 63 | -13  | Finaliste       | -              |                     |                        |    | Philippe Perret                           |           |
| 2001-02   | LNB                 | 5e     | 60  | 36 | 18 | 6  | 12 | 67 | 57 | 10   | 8e de finale    | -              |                     | Raphaël Kehrli         | 11 | Gabet Chapuisat                           |           |
| 2002-03   | LNB                 | 8e     | 52  | 36 | 14 | 10 | 12 | 53 | 39 | 14   | 16e de finale   | -              |                     | Patrick Isabella       | 12 | Gabet Chapuisat                           |           |
| 2003-04   | Challenge League    | 7e     | 70  | 32 | 12 | 10 | 10 | 50 | 37 | 13   | 8e de finale    | -              |                     | Francisco Aguirre (en) | 15 | Admir Smajic                              |           |
| 2004-05   | Challenge League    | 1er    | 70  | 34 | 20 | 10 | 4  | 59 | 26 | 33   | 8e de finale    | -              |                     | Francisco Aguirre (en) | 24 | Radu Nunweiller                           |           |
| 2005-06   | ASL                 | 10e    | 32  | 36 | 9  | 5  | 22 | 38 | 64 | -26  | 16e de finale   | -              |                     | Francisco Aguirre (en) | 13 | Radu Nunweiller Roberto Morinini          | +003 475, |
| 2006-07   | Challenge League    | 11e    | 42  | 34 | 12 | 6  | 16 | 45 | 60 | -15  | 8e de finale    | -              |                     | Mouelle Koum           | 9  | Didi Andrey                               | +001 040, |
| 2007-08   | Challenge League    | 10e    | 43  | 34 | 10 | 13 | 11 | 39 | 35 | 4    | 8e de finale    | -              |                     | Leandro                | 14 | Didi Andrey                               | +001 120, |
| 2008-09   | Challenge League    | 4e     | 51  | 30 | 14 | 9  | 7  | 52 | 41 | 11   | 16e de finale   | -              |                     | Mbala Biscotte         | 12 | Vittorio Bevilacqua                       | +001 296, |
| 2009-10   | Challenge League    | 9e     | 39  | 30 | 10 | 9  | 11 | 50 | 38 | 12   | 16e de finale   | -              |                     | Khaled Gourmi          | 8  | Vittorio Bevilacqua                       | +001 067, |
| 2010-11   | Challenge League    | 16e    | 20  | 30 | 6  | 2  | 22 | 27 | 64 | -37  | 16e de finale   | -              |                     | Gil Bala               | 5  | Stefano Maccoppi Vittorio Bevilacqua      | +001 064, |
| 2011-12   | 1re Ligue           | 3e     | 48  | 27 | 14 | 6  | 7  | 44 | 40 | 4    | 16e de finale   | -              |                     | Martin Douillard       | 9  | Stéphane Cornu Jose Alves Dos Santos      | +000423,  |
| 2012-13   | 1re Ligue Promotion | 16e    | 11  | 30 | 2  | 5  | 23 | 25 | 85 | -60  | Non qualifié    | -              |                     | Javier Henares         | 9  | Gabet Chapuisat Benoît Pythoud            | +000384,  |
| 2013-14   | 1re Ligue Classic   | 7e     | 33  | 26 | 9  | 6  | 11 | 38 | 36 | 2    | Non qualifié    | -              |                     | Aziz Demiri            | 6  | Alain Béguin Vittorio Bevilacqua          | +000284,  |
| 2014-15   | 1re Ligue           | 2e     | 46  | 26 | 13 | 8  | 5  | 58 | 42 | 16   | Non qualifié    | -              |                     | Edin Becirovic         | 15 | Vittorio Bevilacqua                       | +000459,  |
| 2015-16   | 1re Ligue           | 5e     | 38  | 26 | 10 | 8  | 8  | 37 | 34 | 3    | Non qualifié    | -              |                     | Allan Ellouet          | 5  | Julien Marendaz Philippe Perret           | +000404,  |
| 2016-17   | 1re Ligue           | 1er    | 59  | 26 | 18 | 5  | 3  | 63 | 30 | 33   | 32e de finale   | -              |                     | Matt Moussilou         | 14 | Philippe Perret Anthony Braizat           | +000449,  |
| 2017-18   | Promotion League    | 3e     | 56  | 30 | 18 | 2  | 10 | 63 | 30 | 33   | Non qualifié    | -              |                     | Djibril Cissé          | 24 | Anthony Braizat                           | +000683,  |
| 2018-19   | Promotion League    | 2e     | 60  | 30 | 17 | 9  | 4  | 55 | 22 | 33   | 32e de finale   | -              |                     | Morelli Fabio          | 9  | Anthony Braizat                           |           |
| 2019-20   | Promotion League    | Annulé | 38  | 17 | 11 | 5  | 1  | 45 | 15 | 30   | 32e de finale   | -              |                     | Sergio Cortelezzi      | 9  | Anthony Braizat Jean-Michel Aeby          |           |
| 2020-21   | Promotion League    | 1er    | 46  | 22 | 13 | 7  | 2  | 60 | 25 | 35   | Non qualifié    | -              |                     | Sergio Cortelezzi      | 15 | Jean-Michel Aeby                          |           |
| 2021-22   | Challenge League    | 8e     | 44  | 36 | 11 | 8  | 17 | 68 | 80 | -12  | Demi-finale     | -              |                     | Koro Koné              | 13 | Jean-Michel Aeby Uli Forte                |           |
| 2022-23   | Challenge League    | 1er    | 66  | 36 | 20 | 6  | 10 | 64 | 53 | 11   | 16e de finale   | -              |                     | Koro Koné              | 12 | Marco Schällibaum                         |           |
| 2023-24   | Super League        | 9e     | 47  | 38 | 13 | 8  | 17 | 50 | 71 | -21  | 16e de finale   | -              |                     | Kevin Carlos           | 14 | Marco Schällibaum Alessandro Mangiarratti |           |
| Saison    | Champ               | Cl     | Pts | J  | G  | N  | P  | Bp | Bc | Diff | Coupe de Suisse | Coupe d'Europe | Autres compétitions | M. buteur              | B  | Entraîneur                                | Aff       |

Champ = championnat ; Cl = classement ; Pts = points ; J = joués ; G = gagnés ; N = nuls ; P = perdus ; Bp = buts pour ; Bc = buts contre ; Diff = différence de buts

C1 = Ligue des champions (depuis 1992, Coupe des clubs champions de 1955 à 1992) ; C2 = Coupe des coupes (de 1961 à 1999) ; C3 = Ligue Europa (depuis 2009, Coupe UEFA de 1971 à 2009, Coupe des villes de foires de 1955 à 1971) ; C4 = Ligue Conférence (depuis 2024, Ligue Europa Conférence de 2021 à 2024) ; CI = Coupe Intertoto (de 1995 à 2008)

M. buteur = meilleur buteur en championnat; B = buts marqués par le meilleur buteur en championnat; Aff = affluence moyenne en championnat
champion, vainqueur ou meilleur buteurvice-champion ou finalistepromubarrage de promotionreléguébarrage de relégation

## Entraîneurs
- 1948 - 1949 : Francis Defago
- 1949 - 1950 : Jean-Pierre Deriaz
- 1950 - 1954 : Gaston Morgenegg
- 1954 - 1955 : Carlo Pinter
- 1955 - 1960 : Albert Châtelain
- 1960 - 1962 :  Egon Johnsson
- 1962 - 1964 :  Christiansen
- 1964 - 1966 : Charles Henriod
- 1966 - 1967 : Gaston Morgenegg
- 1967 - 1969 : Rickens
- 1969 - 1970 : Dionizije Dvornic
- 1970 - 1971 : Gaston Morgenegg
- 1971 - 1972 :  André Daina
- 1972 - 1973 : Charly Hertig
- 1973 - 1974 :  Josef Humpal
- 1974 - 1977 : Charles Henriod et Roger Chevalley
- 1977 - 1979 : Mario Comisetti
- 1979 - 1980 : Raymond Péguiron
- 1980 - 1987 : Daniel Debrot
- 1987 - 1994 :  Bernard Challandes, Olivier Saugy
- 1994 - 1995 :  Michel Decastel
- 1995 - 1996 :  Claude Ryf (juillet - octobre)
- 1996 - 1996 :  Mischler Christian (octobre - décembre)
- 1996 - 2000 :  Lucien Favre (décembre - mai)
- 2000 - 2001 :  Philippe Perret (mai - août)
- 2001 - 2003 :  Pierre-Albert Chapuisat (août - janvier)
- 2003 - 2003 :  Walter Späni (janvier - mars)
- 2003 - 2004 :  Admir Smajic (mars - mai)
- 2004 - 2005 :  Radu Nunweiller (mai - août)
- 2005 - 2006 :  Roberto Morinini
- 2006 - 2008 :  Claude Andrey
- 2008 - 2010 :  Vittorio Bevilacqua
- 2010 - 2011 :  Stefano Maccoppi (juillet - mars)
- 2011 - 2011 :  Vittorio Bevilacqua (mars - mai)
- 2011 - 2012 :  Stéphane Cornu (juillet - mars)
- 2012 :  José Junior Alves Dos Santos (mars - juin)
- 2012 :  Pierre-Albert Chapuisat (juillet - octobre)
- 2012 - 2013 :  Benoît Pythoud (octobre - juin)
- 2013 :  Alain Béguin (juillet - décembre)
- 2014 - 2015 :  Vittorio Bevilacqua (janvier - juin)
- 2015 - 2016 :  Julien Marendaz (juillet - mars)
- 2016 - 2017 :  Philippe Perret (mars - mars)
- 2017 - 2019 :  Anthony Braizat (mars - novembre)
- 2020 - 2021 :  Jean-Michel Aeby (décembre - août)
- 2021 - 2022 :  Uli Forte
- 2022 - 2023 :  Marco Schällibaum (juillet - octobre)
- 2023-2024 :  Alessandro Mangiarratti

## Joueurs emblématiques
- Francisco Aguirre (en)
- Mbala Mbuta
- Arnaud Bühler
- Manuel Bühler
- Alexandre Comisetti
- Victor Diogo
- Eudi Silva de Souza
- Leandro Fonseca
- Mario Gavranović
- Ludovic Magnin
- Alain Fluckiger
- Mamoudou Mara
- Sacha Margairaz
- Nicolas Marazzi
- Blaise Nkufo
- Alex Nyarko
- Marko Pantelić
- Alain Rochat
- Sébastien Roth
- Djibril Cissé
- Antal Nagy
- Christos Aravidis
- Sócrates Oliveira Fonseca
- Danijel Milićević